# Achtste amendement van de Grondwet van de Verenigde Staten
Amendement VIII van de Grondwet van de Verenigde Staten is een onderdeel van de Bill of Rights, die in 15 december 1791 werd toegevoegd aan de constitutie. Het artikel verbiedt exorbitant hoge borgsommen of boetes en het gebruik van wrede of ongebruikelijke straffen. Het amendement is letterlijk overgenomen van de op dat moment al een eeuw oude Engelse Bill of Rights uit 1689. Het was op basis van deze clausule dat het Federale Hooggerechtshof in verschillende rechtszaken bepaalde straffen illegaal verklaarde:
De uitspraak in de zaak Wilkerson v. Utah in 1878 verbood vierendelen, verbranding, opensnijden en ontweien. Ook marteling is niet toegestaan onder de bepalingen van het amendement. In 1958 bepaalde de rechtbank in Trop v. Dulles dat het wegnemen van het burgerschap van een persoon die in de Verenigde Staten geboren is een ongebruikelijke straf is en dus verboden.
De doodstraf is consequent niet verboden onder het achtste amendement, behalve tijdens een periode van 1967 tot 1976 (zie Furman v. Georgia). In 2005 beslisten de rechters met vijf stemmen vóór en vier tegen in de zaak Roper v. Simmons dat het onder het artikel verboden is om minderjarigen ter dood te brengen.

## Gerelateerd onderwerp
- Doodstraf in de Verenigde Staten
- Furman v. Georgia
- Roper v. Simmons